# Taira liboensis
Taira liboensis är en spindelart som beskrevs av Zhu, Chen och Zhang 2004. Taira liboensis ingår i släktet Taira och familjen mörkerspindlar. Inga underarter finns listade i Catalogue of Life.